# Samiba Khalil
Samiha Khalil (Al-Bireh, 1924 – 26 febbraio 1999) è stata un'attivista palestinese, tenace oppositrice all'occupazione israeliana, nacque nel 1924 a Bireh, nei pressi di Ramallah.
Durante le proteste dell'Intifada svolse un ruolo molto importante, tanto che venne arrestata diverse volte dalle forze di sicurezza israeliana. A capo del Partito del Popolo, si schierò contro gli accordi di Oslo e si candidò alle elezioni palestinesi del 1996, ottenendo l'8,3% dei consensi contro l'81,1% di quelli ottenuti da Yasser Arafat, fautore di una linea moderata e compromissoria. Nella storia del Medio Oriente potrebbe essere considerata come una delle poche donne ad aver partecipato a libere elezioni come candidata. Dotata di grande dedizione e famosa per la sua persevaranza, Samiba Khalil morì il 26 febbraio 1999.